# Домбкі (Хойницький повіт)
Домбкі (пол. Dąbki, нім. Schönwalde) — село в Польщі, у гміні Черськ Хойницького повіту Поморського воєводства.
У 1975-1998 роках село належало до Бидгощського воєводства.